# 예루살렘 포스트
예루살렘 포스트(The Jerusalem Post)는 예루살렘을 본거지로하는 이스라엘의 일간 영자 신문이다. 캐나다 출신의 언론재벌 콘래드 블랙이 소유하고 있다.
1950년 이전에는 팔레스타인 포스트였다.